# Efremov kodeks
Efremov kodeks (latinsko Codex Ephraemi; oznaka C ali 04) je eden starejših ohranjenih svetopisemskih kodeksov. Napisan je bil v 5. stoletju v grščini in v uncialni pisavi, fizično meri 33 x 27 cm.
Kodeks zajema Staro in Novo zavezo. To je palimpsest. Trenutno ga hrani Bibliothèque nationale de France (Gr. 9) v Parizu.